# ثانوية عامة

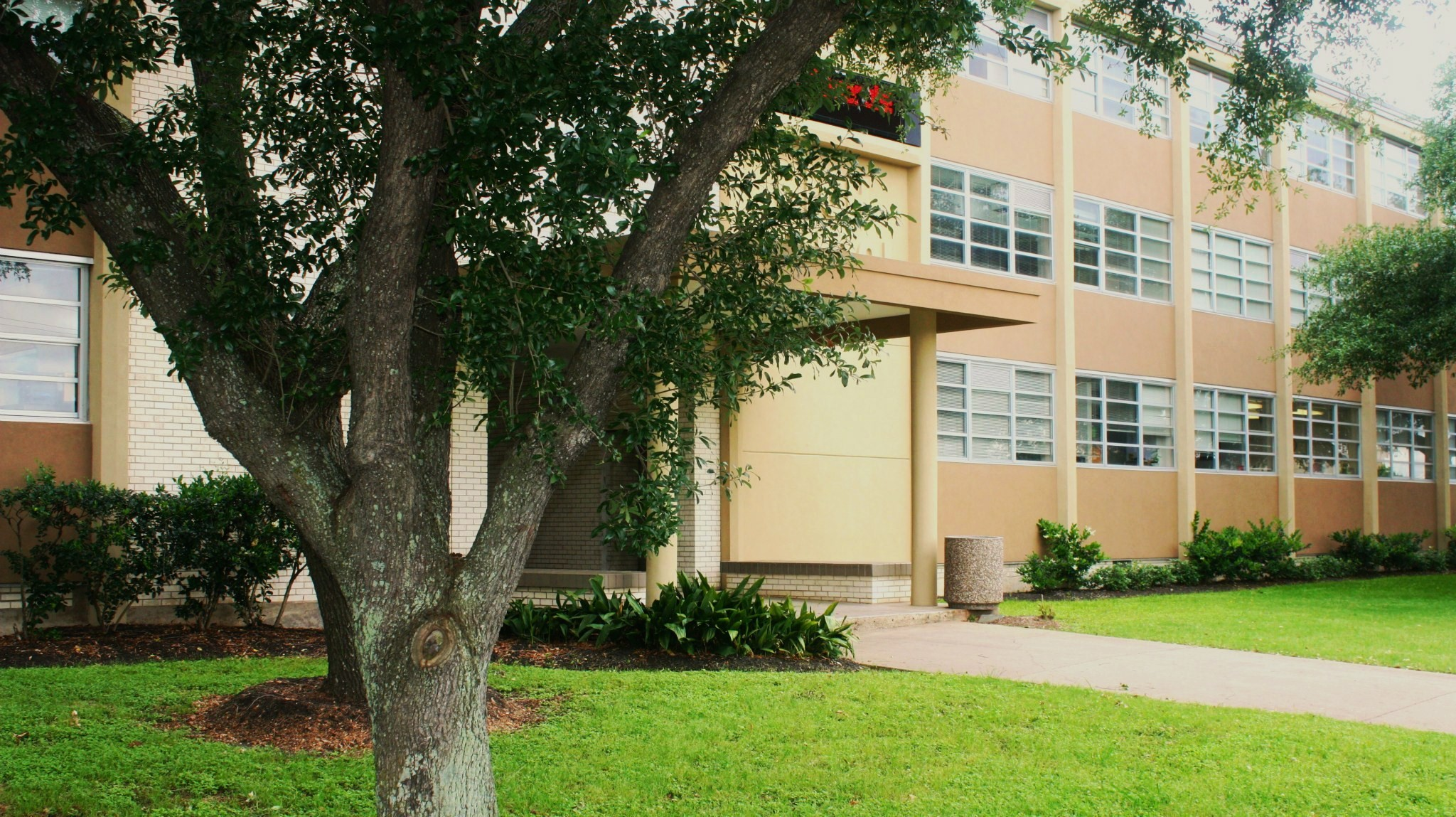

الثانوية العامة أو المدرسة الثانوية هي الشهادة التي يحصل عليها الطالب بعد إتمامه مرحلة التعليم الثانوي. والتي تأهله للتعليم الجامعي.
الشهادات التالية للثانوية العامة هي:
- الدبلوم فوق المتوسط
- أو البكالوريوس وقد يليه الماجستير والدكتوراه.

تعد الثانوية العامة المؤهل الرئيسي لدخول الجامعات والمعاهد العليا في أغلب الدول العربية. مدة المرحلة الثانوية ثلاث سنوات (أو سنتان في بعض الدول). يمكن لطالب الثانوية العامة اختيار المواد التي يدرسها عن طريق التخصص الذي يختاره حسب رغبته: علمي أو أدبي. وفي بعض الدول، يوجد تخصص إنساني واجتماعي، تمريضي، نظم معلوماتية وتجاري وصناعي وزراعي ورياضي وتكنولوجي واقتصادي.

## التوجيهي
التوجيهي هو مصطلح عامي يستخدم في بعض الدول العربية، يشير إلى شهادة الثانوية العامة التي تخول الطالب أو الطالبة الدخول إلى الجامعة.
التوجيهي أو ما يسمى الثانوية العامة أو الثالث الثانوي في بعض البلدان العربية هو مرحلة نهائية للمدرسة والتي يكون قد اجتاز الطالب فيها اثنا عشر صفاً دراسياً من مرحلة التأسيس الابتدائية مروراً بالإعدادية ومرحلة الثانوية. والتوجيهي عادةً عبارة عن سنة دراسية واحدة تتكون من فصليين دراسيين في صف الثاني عشر، كلاهما مهمان، وعادةً يدرس التوجيهي الطالب العلمي المواد (الفيزياء/الكيمياء/الأحياء/الرياضيات) أما الطالب الأدبي فيقدم (التاريخ/الجغرافيا/اللغة العربية/اللغة الإنجليزية)، وقد يختلف ذلك من دولة إلى أخرى.
ويجب على الطالب الملتحق النجاح في كل المواد حتى يستطيع التخرج والحصول على شهادة الثانوية العامة. وتعطى نتائج التوجيهي من خلال امتحانات وزارية نهائية.